# Zísis Vrýzas
Zísis Vrýzas (en grec : Ζήσης Βρύζας), né le 9 novembre 1973 à Kavala, est un footballeur international grec.

## Biographie

### En sélection
Il a remporté l'Euro 2004 avec l'équipe de Grèce où il inscrit notamment un but face à la Russie lors du dernier match de poules. 

### Après-carrière
Après avoir pris sa retraite sportive en 2008, il prend la présidence du PAOK Salonique l'année suivante.

## Palmarès

### En sélection
- Vainqueur du Championnat d'Europe en 2004.

### En club
- Celta de Vigo
  - Vice-champion d'Espagne de deuxième division en 2005.

- Perugia
  - Vainqueur de la Coupe Intertoto en 2003